# 青岛地铁14号线
青岛地铁14号线，是中华人民共和国山东省青岛市轨道交通中的一条地铁线路，该线是连接青岛市辖区经胶东机场向平度方向辐射的市域快速线。

## 线路
14号线全长约59.58 km，连接胶州市与平度市，串联胶莱镇、南村镇、白沙河街道、凤台街道及东阁街道。线路起自胶济客运专线胶州北站，并行 青新高速向西北方向进入平度中心城区，终至潍莱客运专线平度北站，预留向北延伸条件。
拟设置一座车辆段和一座停车场，控制中心位于红岛经济区。

## 车站
14号线沿途共设车站10座（1座为换乘站），其中4座地下站、6座高架站，最大站间距12.60km，最小站间距1.61km，平均站间距6.6km。

## 运营
14号线仍处于规划中，尚未开工建设或运营。

## 车辆
车辆拟采用B型车6辆编组，最高运行速度160 km/h。

## 沿革
2014年4月24日，国家发改委批复的《环渤海地区山东省城际轨道交通网规划（调整）》远期项目中，包含青岛机场至平度的轨道交通线路。2015年8月，青岛市地铁工程建设指挥部办公室组织编制完成《青岛市城市轨道交通线网规划调整》（2015年），远景年方案涉及地铁14号线全线。2016年7月，青岛至平度城际轨道交通工程环境影响评价进行第一次公示；2017年4月进行了第二次公示。